# 토렐라데이롬바르디
토렐라데이롬바르디(이탈리아어: Torella dei Lombardi)는 이탈리아 캄파니아주 아벨리노도의 코무네다.